# 汉长城及沿线城障烽燧
汉长城及沿线城障烽燧，位于中国甘肃省敦煌、瓜州、玉门、金塔、酒泉市肃州区、高台、临泽、张掖市甘州区、山丹、永昌、民勤、武威市凉州区、古浪、天祝、永登、景泰等县、市、区，为一个省级文物保护单位，类型为古遗址。
汉长城及沿线城障烽燧的历史年代为汉代。